# Nationaal park Litchfield
Het Nationaal park Litchfield (Engels: Litchfield National Park) is een Australisch nationaal park in het Noordelijk Territorium. Het werd opgericht in 1986 en is 1.461 km² groot. Het park is vernoemd naar Frederick Henry Litchfield, lid van de eerste Europese expeditie naar het gebied. Voor de oprichting was Litchfield een gebied waar naar tin en koper werd gezocht.

## Externe link

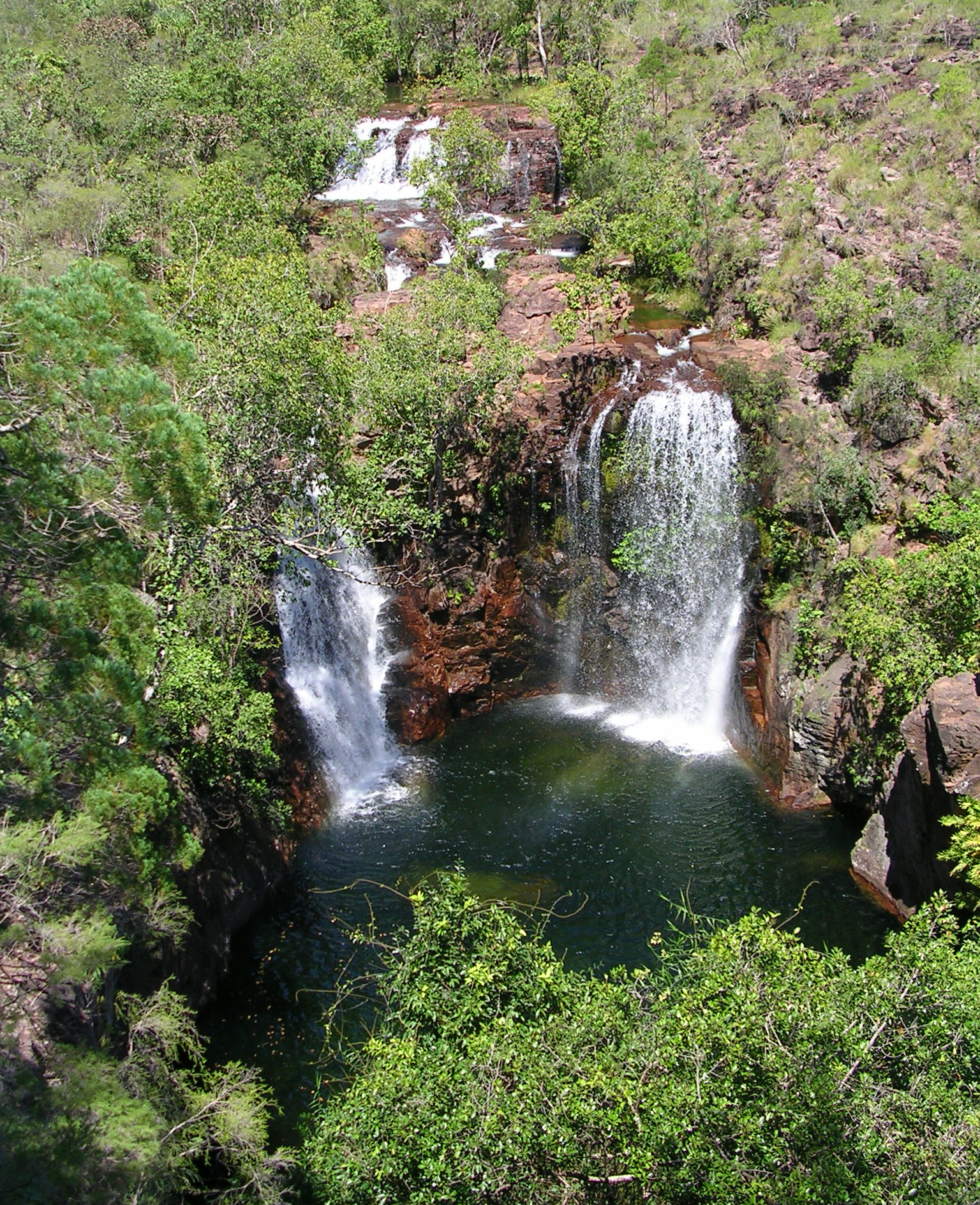
Florence falls
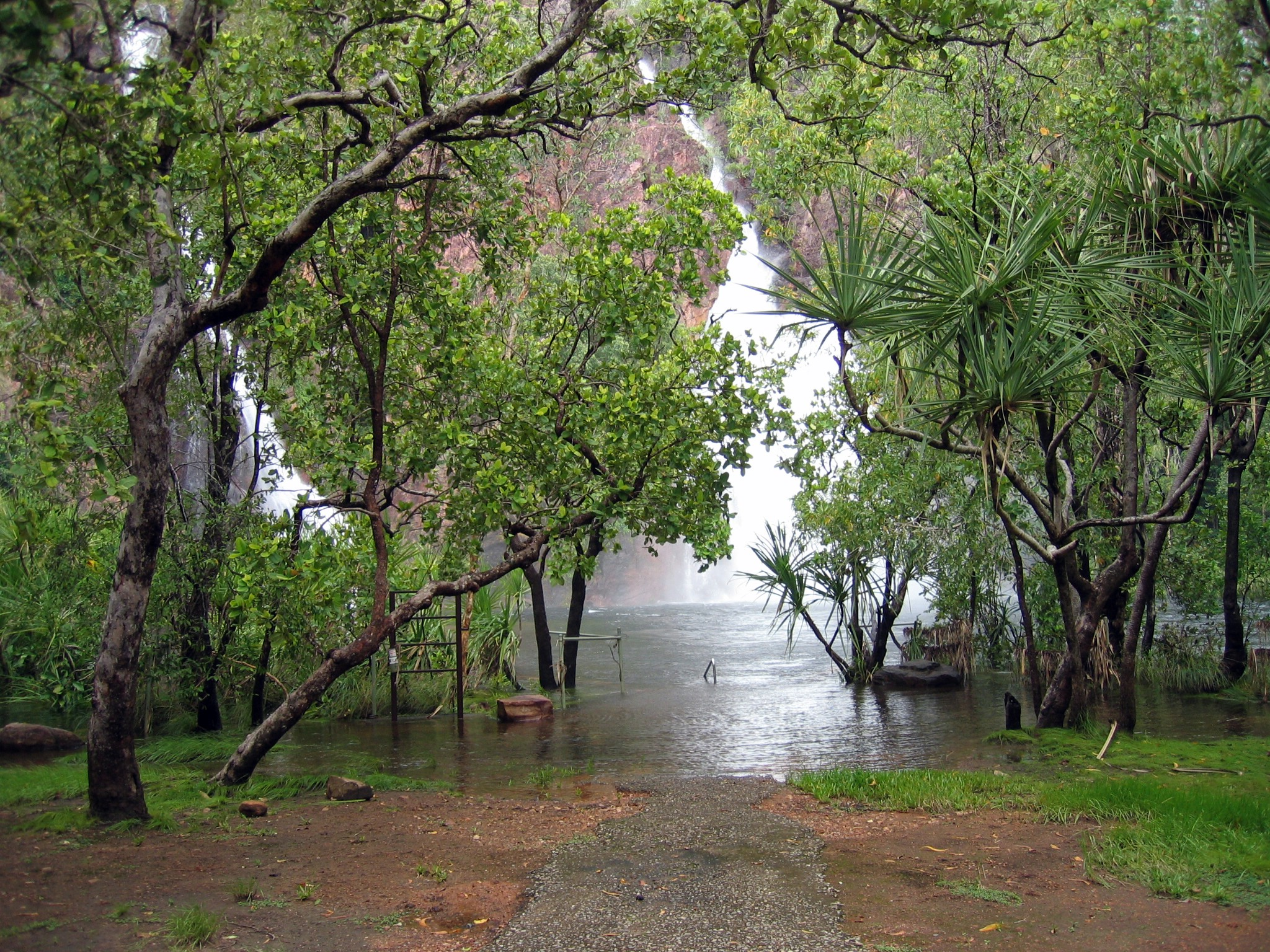
Wangi Falls (Wet Season)

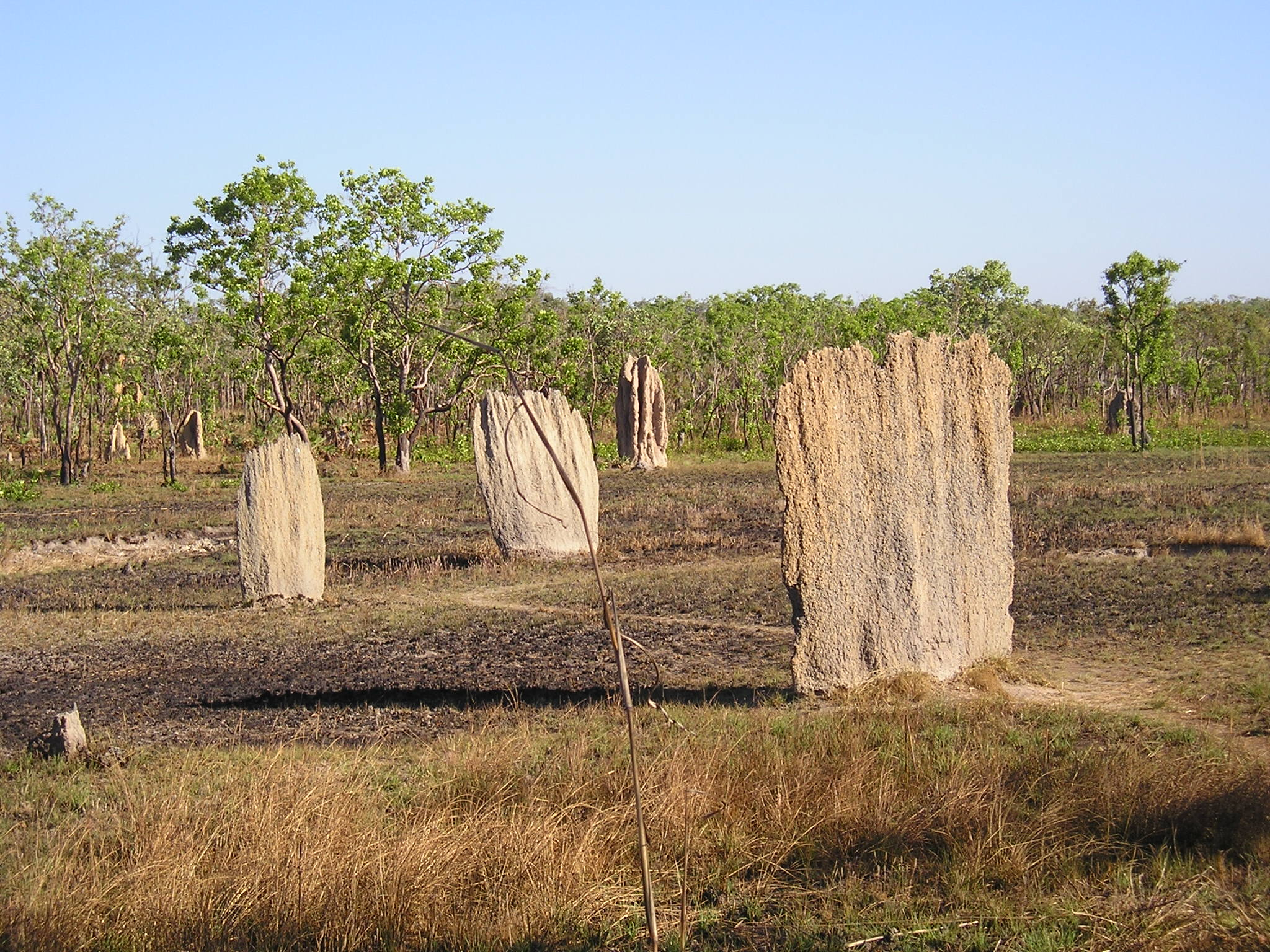
Termite mounds
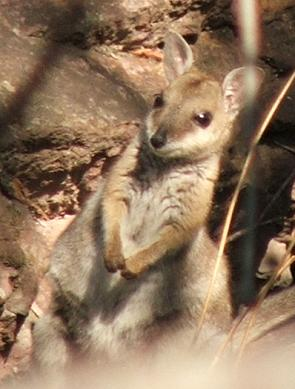
Kortoorrotskangoeroe

## Gebiedsbeschrijving
Het Nationaal park Litchfield ligt in de Tabletop Range, een zandsteenplateau in de Top End, waaruit meerdere riviertjes met watervallen ontspringen. De bekendste watervallen zijn de Florence Falls, de Wangi Falls en de Tolmer Falls. De eerste watervallen worden omgeven door regenwoud. In de grotten rondom de Tolmer Falls leven zeldzame spookvleermuizen (Macroderma gigas) en oranje hoefijzervleermuizen (Rhinonicteris aurantia). In het noordoosten van het park liggen tot twee meter hoge magnetische termietenheuvels, die gebouwd zijn in de noordzuidrichting door kompastermieten (Amitermes meridionalis). De rotsgebieden van Litchfield worden onder meer bewoond door kortoorrotskangoeroes (Petrogale brachyotis).